# Bracon simulator
Bracon simulator är en stekelart som beskrevs av Szepligeti 1914. Bracon simulator ingår i släktet Bracon och familjen bracksteklar. Inga underarter finns listade.